# RS (Dr. Rudolf Spitaler)

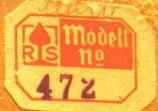
Warenzeichen der Firma

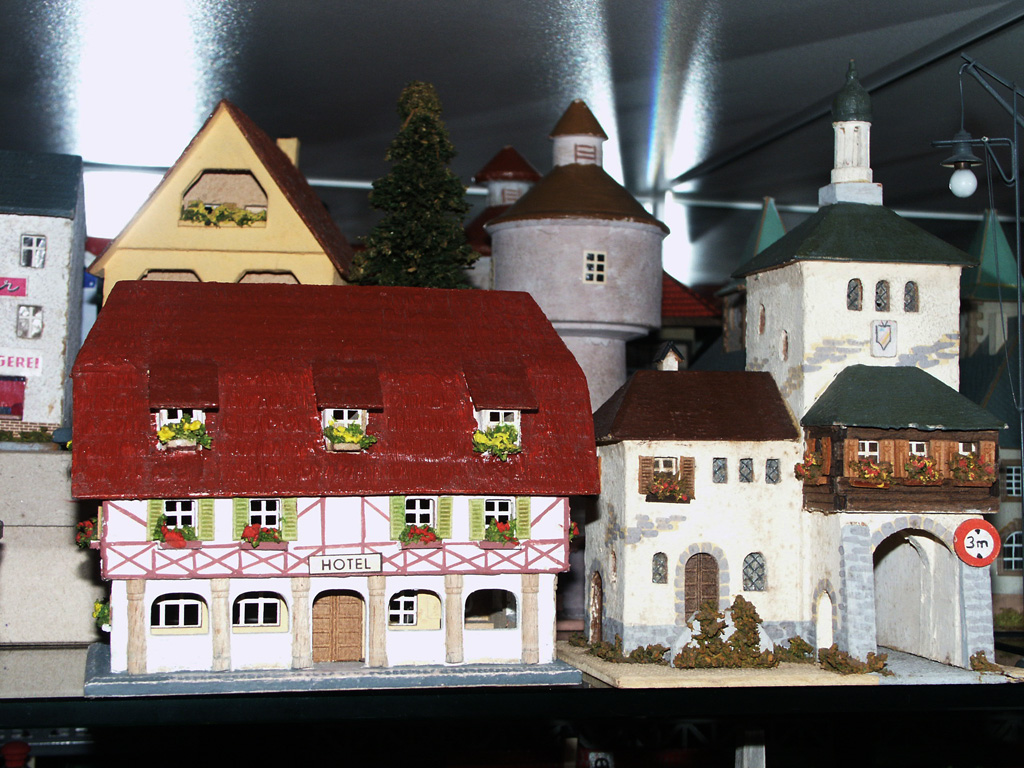
Beispiele für RS-Häuser

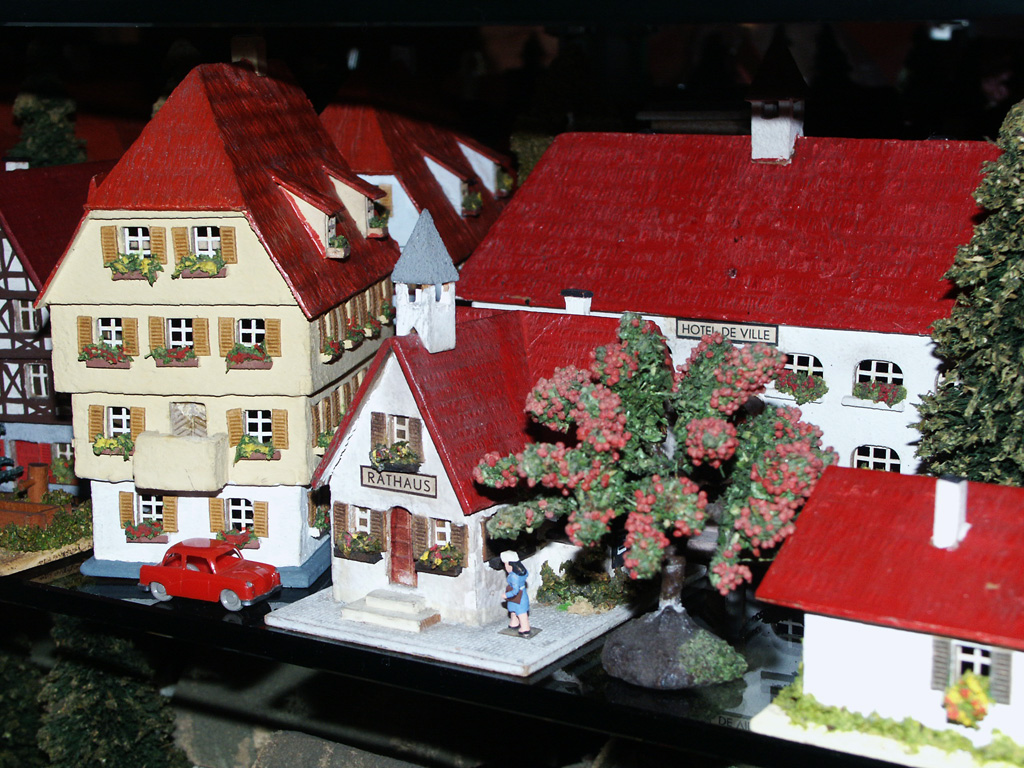
Beispiele für RS-Häuser

„RS (Dr. Rudolf Spitaler)“ war ein Hersteller von Modelleisenbahnzubehör mit Sitz in Creglingen im Main-Tauber-Kreis in Baden-Württemberg. Das Unternehmen war in den 1950er Jahren ein bekannter Markenname von Modellbauten für Modelleisenbahnanlagen der Spur H0.

## Geschichte
Ab 1946 baute der Chemiker Rudolf Albin Waldemar Spitaler (* 19. Juli 1894 in Prag; † 22. August 1960 in Bad Kissingen), Sohn des österreichischen Klimaforschers und Universitätsprofessors Rudolf Spitaler und jüngerer Bruder des Steuerrechtlers Armin Spitaler, in Creglingen Modellhäuser, passend zur Modelleisenbahnspur H0. Von dem ebenfalls im Ort ansässigen August Flor und seiner Familie ließ er sich Häuserwände zuliefern, da dieser im Gegensatz zu Spitaler über entsprechende Maschinen verfügte.
Diese Produkte vermarktete Spitaler unter seinem Markenzeichen „RS (Dr. Rudolf Spitaler)“. Der Vertrieb lief schon damals (erwähnt 1950) über die Firma „Kibri“. Die RS-Häuser sahen äußerst realistisch aus, da es sich mit den verwendeten Materialien Holz, Pappe und Vogelsand sehr detailgetreu arbeiten ließ. Doch Spitaler konnte seinen Zahlungsverpflichtungen nicht nachkommen, weshalb er 1953 aufgeben und zwangsweise aus dem Creglinger Unternehmen ausscheiden musste. Wohl um seinen Gläubigern zu entkommen, verließ er Creglingen und August Flor setzte dort die Produktion unter dem neuen Markennamen „Creglinger Modell-Spielwaren-Fabrik“ fort.
Spitaler „floh“ über die nahe Landesgrenze ins bayerische Winkels, heute ein Ortsteil von Bad Kissingen, und meldete dort 1953 sein Gewerbe erneut unter seinem Namen an. Er fertigte hier, wohl auch in Heimarbeit, ebenfalls Modellbauten an, die wieder über die Firma „Kibri“ vertrieben wurden. Zu dieser Zeit beschäftigte Spitaler drei männliche und 73 weibliche Mitarbeiter. Der Betrieb wurde allerdings schon zum 31. Dezember 1956 wieder abgemeldet.
Am 1. Januar 1957 wurde das Unternehmen von Walter Preh im nahen Bad Neustadt übernommen. Noch bis zum 31. Dezember 1957 lief die Produktion unter dem Namen „Rudolf Spitaler, Inhaber Walter Preh“ in Bad Kissingen weiter, doch ab 1958 wurde in Bad Neustadt produziert.
Sowohl die Produktion von Preh als auch in Creglingen wurde um das Jahr 1960 eingestellt. Der Kunststoff hatte die bisher verwendeten Naturmaterialien verdrängt. Beide Marken, „RS (Dr. Rudolf Spitaler)“ und Creglinger, sind heute begehrte Sammelobjekte, die recht teuer gehandelt werden. Einige Modellhäuser der Firma „RS (Dr. Rudolf Spitaler)“ werden seit Dezember 2011 im Bad Kissinger Spielzeugmuseum „Spielzeugwelt“ gezeigt.